# Argythamnia proctorii
Argythamnia proctorii är en törelväxtart som beskrevs av John William Ingram. Argythamnia proctorii ingår i släktet Argythamnia och familjen törelväxter. Inga underarter finns listade i Catalogue of Life.